# جيم إرنست
جيم إرنست هو سياسي كندي، ولد في 19 نوفمبر 1942. انتخب عضو المجلس التنفيذي لمانيتوبا ‏.